# 857 Глазенаппія
857 Глазенаппія (857 Glasenappia) — астероїд головного поясу, відкритий 6 квітня 1916 року.
Тіссеранів параметр щодо Юпітера — 3,662.
Названий на честь російського астронома Сергія Глазенапа.